# Coleophora turolella
Coleophora turolella is een vlinder uit de familie kokermotten (Coleophoridae). De wetenschappelijke naam is voor het eerst geldig gepubliceerd in 1927 door Zerny.
De soort komt voor in Europa.